# UFC 147
UFC 147: Silva vs. Franklin 2（ユーエフシー・ワンフォーティセブン：シウバ・バーサス・フランクリン・ツー）は、アメリカ合衆国の総合格闘技団体「UFC」の大会の一つ。2012年6月23日、ブラジル・ミナスジェライス州ベロオリゾンテのエスタディオ・ジャーナリスタ・フェリペ・ドラモンドで開催された。

## 大会概要
本大会は、2012年1月14日に開催されたUFC 142以来、約5か月ぶりにブラジルで開催された。
当初、リオデジャネイロオリンピックの会場の一つ、エスタジオ・オリンピコ・ジョアン・アベランジェで開催される予定だったが、6月20～22日にかけてリオデジャネイロで国連会議が開かれることが発表されたため、宿泊施設の確保が困難な事や警察の警備が手薄になってしまう事を理由に会場が変更された。
The Ultimate Fighter: Brazilのミドル級決勝に出場予定だったダニエル・サラフィアンが負傷し、準決勝でサラフィアンに敗れたセルジオ・モラエスが出場することになった。
メインイベントでビクトー・ベウフォート対ヴァンダレイ・シウバのTUF Brazilコーチ対決が予定されていたが、ベウフォートが拳の負傷で欠場となり、シウバの対戦相手はリッチ・フランクリンに変更となった。
また、アンデウソン・シウバ対チェール・ソネンのUFC世界ミドル級タイトルマッチが組まれる予定だったが、警備上の不安からラスベガスで開催されるUFC 148に移行された。
Jungle Fightライト級王者フランシスコ・ドライナルド、キャリア13戦無敗のジョン・テイシェイラ、8戦全勝のゴドフレド・ペペイ、6戦全勝のレオナルド・マフラ、5戦全勝のウゴ・ヴィアナがUFCデビュー。

## 試合結果

### アーリープレリム
第1試合 フェザー級ワンマッチ 5分3R
△  フェリペ・アランテス vs.  ミルトン・ヴィエイラ △
3R終了 判定1-1（28-29、29-28、28-28）
第2試合 フェザー級ワンマッチ 5分3R
○  マルコス・ヴィニシウス vs.  ヴァグネル・カンポス ×
3R 1:04 TKO（スタンドパンチ連打）

### プレリミナリーカード
第3試合 ミドル級ワンマッチ 5分3R
○  チアゴ・ペルペチュオ vs.  レオナルド・マフラ ×
3R 0:41 TKO（右ストレート→パウンド）
第4試合 68kg契約ワンマッチ 5分3R
○  ウゴ・ヴィアナ vs.  ジョン・マカパ ×
3R終了 判定2-1（29-28、28-29、29-28）
※マカパの体重超過によりフェザー級から変更。
第5試合 ミドル級ワンマッチ 5分3R
○  フランシスコ・ドライナルド vs.  デウソン・エレーノ ×
1R 4:21 TKO（パウンド）
第6試合 フェザー級ワンマッチ 5分3R
○  ホドリゴ・ダム vs.  アニスタヴィオ・メデイロス ×
1R 2:12 リアネイキドチョーク

### メインカード
第7試合 フェザー級ワンマッチ 5分3R
○  ハクラン・ディアス vs.  ユーリ・アルカンタラ ×
3R終了 判定3-0（29-28、30-27、30-27）
第8試合 ヘビー級ワンマッチ 5分3R
○  ファブリシオ・ヴェウドゥム vs.  マイク・ルソー ×
1R 2:28 TKO（右アッパー→パウンド）
第9試合 TUF Brazilフェザー級トーナメント 決勝 5分3R
○  ホニー・ジェイソン vs.  ゴドフレド・ペペイ ×
3R終了 判定3-0（29-28、29-28、29-28）
※ジェイソンがトーナメント優勝。
第10試合 TUF Brazilミドル級トーナメント 決勝 5分3R
○  セザール・フェレイラ vs.  セルジオ・モラエス ×
3R終了 判定3-0（29-28、30-27、30-27）
※フェレイラがトーナメント優勝。
第11試合 86.1kg契約ワンマッチ 5分5R
○  リッチ・フランクリン vs.  ヴァンダレイ・シウバ ×
5終了 判定3-0（49-46、49-46、49-46）

### 各賞
ファイト・オブ・ザ・ナイト： リッチ・フランクリン vs. ヴァンダレイ・シウバ
ノックアウト・オブ・ザ・ナイト： マルコス・ヴィニシウス
サブミッション・オブ・ザ・ナイト： ホドリゴ・ダム
各選手にはボーナスとして65,000ドルが支給された。